# 萨勒姆的女巫
《萨勒姆的女巫》（英語：The Crucible），原名《坩埚》。该剧是美国剧作家亞瑟·米勒1953年的一部作品。剧本取材于1692年至1693年发生于马萨诸塞湾萨勒姆镇的塞勒姆审巫案。米勒撰写该剧影射美国政府奉行麦卡锡主义，将许多所谓共产主义者列入黑名单的事件。米勒自己就曾被众议院质疑在1956年从事过反美活动，且因拒绝指认其他一起参加活动的人而被指控为“藐视议会”。该剧于1953年1月22日于百老汇的贝克剧院首次演出。米勒认为此次制作过于制式化、缺乏热情，且针对该剧的评论多充满敌意（尽管《纽约时报》称其为“一个极富表演张力，充满力量的剧本”）。即便如此，《萨勒姆的女巫》仍旧赢得了1953年托尼奖的最佳剧本奖。一年之后，新制作面世并获得成功，该剧从此成为经典。它是美国戏剧典范中的重要作品之一。

## 剧情

### 第一幕
牧师帕里斯的女儿贝蒂·帕里斯躺在床上似乎不省人事，牧师帕里斯正在为她祷告。牧师帕里斯、他的侄女艾比盖尔·威廉姆斯还有其他女孩间的对话透露出这些女孩，包括艾比盖尔和贝蒂，曾经在附近的树林中参加异端活动，而这些活动显然是由帕里斯家的巴巴多斯（地名）女奴提圖芭发起的。贝蒂在帕里斯发现她们的活动之后便昏厥过去，至今没有清醒过来。小镇上的人们不知道女孩们具体做了什么，但是关于巫术的流言蜚语不胫而走。
约翰·普罗克托走进贝蒂的房间，这时只有艾比盖尔在。艾比盖尔试图勾引约翰·普罗克托但没有成功，不过这暗示出他们两个人之间有过私情，而且艾比盖尔对约翰·普罗克托还念念不忘。
牧师约翰·黑尔受贝弗莉之请来看贝蒂并调查这一事件。他自称对超自然现象很有研究，并热切地想应用自己的学识来处理这件事。他询问艾比盖尔是谁指控提圖芭为女巫的。提圖芭害怕自己遭受严刑拷打甚至被绞死，便宣称自己信奉上帝并指控女主人莎拉·古德和奥斯本形迹可疑且从事了巫术活动。醒来的贝蒂声称自己被巫术蛊惑，并同样宣称了对上帝的信仰。贝蒂和艾比盖尔交代了一个名单，她们说曾见过名单上的人和魔鬼在一起

### 第二幕
伊丽莎白质疑普罗克托，想知道他晚饭迟到是不是因为去了萨勒姆。她告诉普罗克托，他们的女佣玛丽沃伦一整天都在那里。普罗克托听了很生气，因为他先前已经勒令玛丽不能去萨勒姆，但是伊丽莎白解释说，玛丽不是故意违抗命令，而是被指名去参加一项审判。
伊丽莎白告诉普罗克托他必须让大家知道艾比盖尔不是人们认为的那个样子。普罗克托说他没办法证明这些，因为他们说话的时候没有旁人在。伊丽莎白觉得很沮丧——普罗克托之前没有说过他和艾比盖尔这次单独在一起的事，而普罗克托以为她是在怀疑他和艾比盖尔之间还藕断丝连。接着两个人争论了起来。
玛丽回来了，普罗克托很生气她一整天都呆在萨勒姆。可是玛丽说，由于她要作为陪审员出席庭审，以后她天天都要去萨勒姆。玛丽给了伊丽莎白一个她在法庭上做的布娃娃，并告诉普罗克托夫妇现在有39个人都被关进了监狱，而且主妇奥斯本（见原文）因为拒绝供认从事的巫术活动将被绞死。普罗克托很生气，因为法庭判他们有罪却没有证据。玛丽说伊丽莎白也被指控了，但是法庭因为玛丽的辩护而解除了指控。
伊丽莎白告诉普罗克托她确信艾比盖尔会诬告她从事巫术活动，使她被处死，从而艾比盖尔可以当上普罗克托的夫人。伊丽莎白让普罗克托告诉艾比盖尔，要是伊丽莎白出了什么事，普罗克托是不可能会娶她的。
牧师黑尔来普罗克托家拜访，并告诉伊丽莎白和普罗克托说伊丽莎白已经在法庭上被指名了。黑尔对普罗克托很少去教堂的行为提出了质疑，并让他背诵《十诫》。当普罗克托在第十诫上卡壳的时候，伊丽莎白提醒他第十诫是勿奸淫。
普罗克托告诉黑尔，艾比盖尔已经向他承认了孩子们的病和巫术是没有关系的。黑尔让普罗克托出庭作证，然后接着质问伊丽莎白以确认她是否真的信奉巫术。这时吉尔斯·柯里和弗朗西斯·诺斯到了，他们告诉普罗克托、黑尔和伊丽莎白，他俩的妻子已经因为涉嫌从事巫术活动被法庭派人抓走了。
伊齐基尔奇弗和威拉德/赫里克拿着一张逮捕证来抓伊丽莎白，然后奇弗发现了玛丽为伊丽莎白做得布娃娃，还发现娃娃里面有一根针。奇弗告诉普罗克托和黑尔，艾比盖尔在帕里斯家吃饭时被一根针刺伤之后，就指控是伊丽莎白的巫灵刺伤了她。玛丽告诉黑尔这个布娃娃是她那天在法庭上做的，里面还放有一根针。她还说艾比盖尔看到了她在做娃娃，因为她就坐在玛丽的身边。伊丽莎白依旧被拘捕了，然后黑尔、柯里和诺斯离开了。
普罗克托告诉玛丽她必须出庭作证推翻艾比盖尔的诬陷。玛丽却答复说，她不敢这么做，因为这样的话艾比盖尔和其他人会将矛头坚决指向她。

### 第三幕
霍桑法官（幕后）正在审问玛莎·柯里关于其被指控参与巫术活动的事情，这时她的丈夫吉尔斯打断了庭审并宣称托马斯·普特南“正在将手伸向他的农场”。吉尔斯被威拉德/赫里克从审判室拉到圣器室。霍桑法官走进来生气地问道：“你竟敢在法庭上大吼大叫，你是疯了吗，柯里？”吉尔斯·柯里回答说，霍桑不是波士顿的法官，没有权利问他这些问题。副州長丹佛斯、奇弗和牧师帕里斯、弗朗西斯·诺斯走进圣器室。柯里辩解说，他拥有600英亩（2.4km²）土地还有很多的木材，普特南对此觊觎已久。柯里还说法庭扣押他的妻子玛莎纯属误判，他只说过他的妻子在读一些书，但从没有指控她在从事巫术活动。
随后丹佛斯完全控制了局面，他否定法庭上的其他人，哪怕一点势力也不放过。约翰·普罗克托和玛丽沃伦走了进来，约翰·普罗克托承诺如果解除对他妻子的监禁，他们会解释关于女孩们的一切疑问。丹佛斯命令女孩们来到圣器室。女孩们在被指控的人们面前昏倒、尖叫、身体变冷，这些都被当做巫灵出现的证据，这令牧师帕里斯感到怀疑。玛丽告诉他们，她一开始也相信自己见到了巫灵，然而现在她知道那根本不存在。
为了令玛丽失信于人，艾比盖尔和其他女孩开始尖叫，并大喊着说她们要冻死了。当艾比盖尔呼唤上帝的时候，普罗克托指责她是一个淫荡的女人，并向法庭供出了他们之间的私情。艾比盖尔否认了这些，然后法庭令伊丽莎白出庭以检验普罗克托说得是否属实。伊丽莎白不知道普罗克托已经供认不讳，当被问及普罗克托是否涉嫌通奸的时候，伊丽莎白否认了这一点。在普罗克托继续坚持说，他和艾比盖尔之间曾发生过私情的时候，女孩们开始假装看到玛丽放出一只黄鸟攻击他们。为了免于被指控为女巫，玛丽告诉法庭，普罗克托勾结魔鬼并迫使她作伪证。普罗克托因此被捕，牧师黑尔冲出法庭，大喊着“我谴责这些诉讼！”

### 第四幕
约翰·普罗克托被拷在监狱的一面墙上，完全与世隔绝。因为约翰在村里受到很多人的爱戴（即将被绞死的玛莎·柯里和瑞贝卡·诺斯也是如此），牧师帕里斯开始感到恐慌，并将他的担心告诉了霍桑、丹佛斯和奇弗。他还披露艾比盖尔·威廉姆斯和莫西·劉易斯（被“折磨”的女孩中的一员）偷走了31英镑（大约他半年的工资）并在夜晚登上了一艘航船。黑尔走了进来，现在的他心都碎了，他终日与被监禁者们呆在一起，和他们一起祈祷，劝他们承认从事巫术活动的罪名，从而免去一死。当权者将伊丽莎白遣到约翰那里，让她劝约翰承认男巫的罪名。当只有普罗克托和伊丽莎白的时候，伊丽莎白告诉普罗克托，她原谅了他并重申了他们之间的爱。伊丽莎白谈到了吉尔斯·柯里被迫致死的事情。约翰决定认罪来换取自己的生命，并大声召唤霍桑，霍桑听到这个消息欣喜若狂。普罗克托签署了认罪书，但随后他意识到丹佛斯会把这份签了名的认罪书钉到教堂（普罗克托担心这会毁掉他的名誉并且令萨勒姆居民蒙羞）就又将其撕毁。普罗克托、瑞贝卡诺斯和玛莎·柯里被带向了即将执刑的绞刑架。

## 角色
牧师塞繆爾·帕里斯 Reverend Samuel Parris帕里斯是萨勒姆教堂的牧师，因其贪婪、专横的个性而遭到很多萨勒姆居民的厌恶。他关心自己的名声胜过自己生病的女儿贝蒂的幸福；关心自己失踪的侄女艾比盖尔 威廉姆斯还有被她拿走的钱胜过那些死者和被陷害者的生命。他的侄女和女儿最先指控其他人从事巫术活动，而她的女仆最先被指控为女巫。
該角色的歷史原型是塞繆爾·帕里斯。
提圖芭 Tituba提圖芭是牧师帕里斯家的奴隶。在他们那个时代，帕里斯作为买方从巴巴多斯岛购买并拥有了她。她照顾孩子们，并为艾比盖尔想出了一条会杀死伊丽莎白·普罗克托的毒计。另外，她试图唤起安·普特南死去的孩子们的灵魂。在剧中的第一幕，她被艾比盖尔告发，声称萨勒姆有四个女人是巫婆，并从此在剧中销声匿迹，直到剧终前的最后一幕，她才重新出现在监狱里。那个时候，她已经备受此事困扰，以至于被幻觉与歇斯底里缠身——她和莎拉古德都疯了，变得精神失常。
該角色的歷史原型是提圖芭。
艾比蓋爾·威廉姆斯 Abigail Williams威廉姆斯是帕里斯17岁的侄女，是该剧中的反派角色。艾比盖尔开始是普罗克托家的女佣人，在与男主人约翰·普罗克托的私情被女主人伊丽莎白发现后遭到辞退。威廉姆斯叔叔的女奴提圖芭带领一群当地女孩，在萨勒姆的树林中点燃篝火，进行一种与爱的符咒有关的仪式。关于巫术的流言不胫而走，于是艾比盖尔试图利用小镇的恐惧来达到她的一己私利。她指控很多人从事了巫术活动，先是指控无家可归者，后来扩展到了指控小镇上受尊重的居民。最终，她指控了伊丽莎白·普罗克托，她坚信约翰真正爱的女人是她而非伊丽莎白，她想令伊丽莎白出局，这样她就能和约翰结婚了。约翰说艾比盖尔“想和我在我妻子的坟墓上跳舞”。她善于操纵他人且工于心计，对挡住她去路的人痛下毒手，毫不留情。在审判中她逃离了萨勒姆，据传说后来在波士顿成为了一名妓女。
該角色的歷史原型是艾比盖尔·威廉姆斯。
苏珊娜·沃尔科特 Susanna Walcott苏珊娜是一个草率而神经质的女孩，比艾比盖尔年轻一点。她和艾比盖尔、贝蒂、莫西和玛丽一起参加了树林中的仪式。苏珊娜为格里格斯医生工作。
該角色是瑪麗·沃爾科特（沃爾科特家的女孩）和伊莉莎白·哈伯德（替格里格斯醫生工作）兩個歷史原型的混合版本。
安·普特南 Ann Putnam安·普特南是托马斯·普特南的妻子。她只有一个叫露丝的女儿，但曾流过7次产。安对很多人都苛责、严厉，但是她自己也饱受失去孩子之苦。
該角色的歷史原型是老安·普特南，小安·普特南的母親。在劇中將老安·普特南的女兒改名為露絲，這是為了避免和她的母親混淆。
托马斯·普特南 Thomas Putnam托马斯·普特南住在萨勒姆，他拥有少量毗邻吉尔斯·柯里家农场的土地。吉尔斯指责他想将农场窃为己有，并指使他的女儿诬陷吉尔斯的妻子是女巫。这种可能性在剧中得到了很多证据的支持。由于普特南憎恨他人且试图利用这些从中渔利，他被认为是剧中真正的恶棍之一。
該角色的歷史原型是托馬斯·普特南。
贝蒂·帕里斯 Betty Parris贝蒂·帕里斯是牧师塞繆爾·帕里斯 10岁的女儿，是首个被“蛊惑”后病倒的女孩。她指责艾比盖尔企图通过喝血来杀死伊丽莎白·普罗克托。
該角色的歷史原型是貝蒂·帕里斯。
莫西·劉易斯 Mercy Lewis普特南家的女仆，与艾比盖尔，贝蒂等女孩一起在树林中参加仪式而被牧师帕里斯抓到。她被描述为“一个肥胖、狡猾、毫无慈悲心的18岁女孩”。在第一幕中，她和其他女孩一起恫吓玛丽沃伦，令她不准说出在树林中的所见所闻。并且，她和其他女孩一起宣称被玛丽沃伦的巫灵所影响，看到并感知到许多不同景象。她最终与艾比盖尔一同逃离了萨勒姆。
該角色的歷史原型是莫西·劉易斯。
玛丽·沃伦 Mary Warren玛丽·沃伦继艾比盖尔·威廉姆斯之后在普罗克托家做女佣人。她是个寂寞的女孩，在审判之初认为自己是一名“法庭陪审员”。约翰·普罗克托有时候会虐待她，并用鞭子抽打她。在她快要承认与其他女孩一起就女巫事件撒了谎的时候，其他女孩在法庭上假装是她遣发巫灵来迫害她们，这可能会导致她丧命的场景驱使她诬告约翰·普罗克托从事了巫术活动，宣称是约翰·普罗克托迫使自己撒了谎。
該角色的歷史原型是瑪麗·沃倫。
约翰·普罗克托 John Proctor约翰·普罗克托是一个直率而实际的农场主，是本剧的主角。当艾比盖尔·威廉姆斯在他的农场上做佣人的时候，约翰·普罗克托与她发生了性关系。尽管他说出了他的想法并与帕里斯对抗，但他并不想做一个牺牲品，当他感到真正的危险时，他对自己的言行分外谨慎。在他反抗帕里斯和普特南的过程中，他的确表现出了了勇气与胆量，并激烈地反抗他妻子的被捕。在检举艾比盖尔这件事上，普罗克托表现得十分小心，特别是他妻子（据说已经怀孕）没有遇到直接危险的时候更是如此。但他觉得自己有必要为了被诬告的朋友站出来，揭发艾比盖尔这个骗子。他好不容易为那些被诬告的人建立起防御，并劝动了玛丽沃伦说出真相，但是这些胜利只是暂时的。万不得已之下，他承认了自己曾与艾比盖尔有过私情，并徒然承受了来自公众的耻辱。在监狱里，他终于承认了罪名，希望能够继续活下去、照顾他的家庭，但是最后，他决定宁死也不承认莫须有的罪名并因此丧失名誉。就这样，他拒绝认罪。他这么做是为了儿孙的名誉，也是因为伊丽莎白和其他人拒绝承认这项罪名。他不要否认自己。他至今都在怀疑，他是否有能力做个好人，但是伊丽莎白给他做了一个典范，这让他意识到，他可以真实地面对自己并接受死亡。
該角色的歷史原型是約翰·普羅克托。
吉尔斯·柯里 Giles Corey吉尔斯是约翰·普罗克托的一个朋友，他的农场对他而言非常重要。他坚信托马斯·普特南想要通过唆使女孩们诬告他的妻子是女巫，以此来夺取他和别人的土地。吉尔斯从一个他不会说出的匿名者那里得到了这一信息，而据他所知，如果他说出那个匿名者，必然会牵连其坐牢。当他拒绝为女巫事件作出“是或否”的辩护时，他经受了被压在石块下的折磨。吉尔斯的妻子玛莎因为被指控参加巫术活动而获死刑。对人们来说，拒绝为自己辩护并不寻常，而能够默默地忍受这种痛苦的死亡的人就更是罕见了，如伊丽莎白·普罗克托所说：
“他没有被绞死。他不会对自己的指控说是或者不是。如果他否认指控，他们肯定会绞死他并拍卖他的财产。因此他保持沉默，在法律面前以基督徒的方式死去。这样，他的儿子就能继承他的农场。他不回答是或者否，就无法宣告他是男巫，这是法律的规定。”
从这里可以明显看出，吉尔斯的坚持了这么久，忍受了这么多的痛苦是因为，只要他不回答是或者否，他的孩子们就能继承他的财产。这是为了他的孩子着想，还是为了不让托马斯·普特南的贪念得逞？这一点仍有待商榷。
該角色的歷史原型是吉尔斯·柯里。
瑞贝卡·诺斯 Rebecca Nurse瑞贝卡·诺斯是弗朗西斯·诺斯的妻子，在萨勒姆有很高的声望。她对于自己的想法十分坚定，并且愿意为了真相做出任何牺牲。她表达了自己对女巫审判事件的反对。在接近剧终的时候，普特南因眼红她的财产而推波助澜将瑞贝卡·诺斯指控为一名女巫。
該角色的歷史原型是瑞贝卡·诺斯。
牧师约翰·黑尔 Reverend John Hale黑尔是一名受人尊重的牧师，因对巫术的研究而著称。牧师黑尔被召唤到萨勒姆检视关于巫术的一系列审判与帕里斯的女儿贝蒂（贝蒂在参加了可疑的仪式之后患上了神秘的疾病）。开始时，他认为萨勒姆有巫师并促使审判的进行，但是之后他意识到事件背后的普遍贪污与权力的滥用，最终他努力劝说被指控的“巫师”们承认罪行以获取生的权利，而不是坚持真相而死去。
該角色的歷史原型是約翰·黑爾。
伊丽莎白·普罗克托 Elizabeth Proctor伊丽莎白·普罗克托是约翰·普罗克托的妻子，萨勒姆的一名居民，之所以幸免一死只是由于她怀有身孕。艾比盖尔因她是普罗克托的妻子，普罗克托的心在她身上而憎恨她。在剧终时，她觉得普罗克托会出轨其实是她的错，是她令普罗克托感到沮丧。剧终时，伊丽莎白没有选择让约翰活下来，而是允许他走上绞刑架。她说，她不想拿走他的美德。
該角色的歷史原型是伊莉莎白·普羅克托。
伊齐基尔·奇弗 Ezekiel Cheever伊齐基尔·奇弗是一个机灵但见风使舵的角色。他在剧中最重要的一幕是：他去普罗克托家宣布伊丽莎白·普罗克托从事巫术活动，并在普罗克托家里找到了一个布娃娃，这个布娃娃成为伊丽莎白使用巫术与艾比盖尔 威廉姆斯作对的证据。他的动机被他为之效力的萨勒姆当权者所混淆。伊齐基尔奇弗曾经是约翰·普罗克托的朋友，但是当控告开始之后，他很快背叛了自己的朋友和他们被诬陷的家人。他告诉丹佛斯说，普罗克托有时候在礼拜日去犁地，而且普罗克托经常缺席礼拜。在《炼狱》的第二幕里面他是一个抄写员，而在一些关于该剧本的解读里，是他绞死了普罗克托。
该角色的歷史原型是伊齐基尔·奇弗的亲儿子（名字都是一样的），而伊齐基尔·奇弗本人是一位知名的校长，曾著有《词法：拉丁语入门》。
乔治·赫里克/约翰·威拉德 George Herrick/John Willard赫里克是萨勒姆的司仪，在剧中负责将被告带到法庭。他是一个富有同情心的角色，曾向副州長丹佛斯说起普罗克托的良好品行，并友好地对待所守卫的那些被指控为巫师的人们。在一些制作中这个角色被命名为约翰·威拉德，这参考了一位名叫約翰·威拉德的警察，他不相信这些指控，并拒绝继续执行逮捕命令。他自己最终被捕，而他本人因受到参与巫术活动的指控而被绞死。
該角色的歷史原型是喬治·赫里克或約翰·威拉德。
法官约翰·霍桑 Judge John Hathorne冷漠、无知、反动，他通常会否认一切关于萨勒姆事件的进展。霍桑还被看成这个时代的“绞刑法官”，他只想看到人们遭受痛苦。他真实的情感体验在剧中只有一处，就是在最后一幕。当普罗克托考虑承认莫须有的罪行的那一刻，霍桑几乎喜形于色，这正是他的本性。
該角色的歷史原型是約翰·霍桑。
副州长托马斯·丹佛斯 Deputy Governor Thomas Danforth本案的审判长。丹佛斯是一个自负且自私的法官，他极度忠于法官们的规章制度。作者米勒将丹佛斯视为一个真正的恶棍，米勒在《纽约时报》的一篇文章中这样描述他：“……卫道者，捍卫着那些如果你试图突破会毁了你的规则。他的邪恶不是个体的邪恶，而是一种虚构的邪恶。他犯下的罪恶比他知道如何犯下的罪恶还要多。他靠直觉捍卫无知，他是人性的限制。”
对法律的坚守和公众的意见是对丹佛斯来说最重要的两件事。他私下里似乎知道萨勒姆的女巫审判只不过是一个谎言，却因为担心被人们当做他在示弱，担心教会权力的名声遭到破坏，而不肯释放那些被诬告的人们。当普罗克托拒绝撒谎与签署公开认罪书，当他不承认自己犯下从事巫术活动的罪过，公然与丹佛斯对抗的时候，丹佛斯对于自己的权力遭到破坏感到暴怒，立即判处普罗克托绞刑，与包括瑞贝卡·诺斯在内的其他人一起执刑。
該角色的歷史原型是托馬斯·丹佛斯。

## 历史准确性
为了让此剧更适合搬上舞台，米勒并没有试图让剧中的角色完全符合其历史原型。他发展了人物个性使其更符合剧情的需要。现存的剧本并没有为作者刻画的人物性格提供太多证据。米勒将几个人的性格融合到了某一个人身上，例如法官霍桑和丹佛斯代表了涉及此案的数名法官，而类似地，案件中涉及的女孩也减少了。艾比盖尔的年龄从11岁增长到了17岁，这样就为她与普罗克托之间的私情创造了可能性，而这段私情是不具有历史真实性的。但是，大部分历史角色都得到了准确地呈现，剧中人物的审判结果和原型的遭遇也几乎完全一致。
该剧发生在萨勒姆居民作为大不列颠殖民者在当地生活17年之后。剧中角色的原型应该保留着比较浓厚的故乡方言的味道。米勒笔下的角色都有相同的口语习惯，例如“Goody”代表好主妇，并刻画了像《钦定版圣经》一样的说话的韵律与模式，以达到与历史背景对应的效果，这正是作者想要的。

### 题目
小说的英文标题为“坩埚”（Crucible），是一种金属容器，可以将金属或其他物质放入其中高温加热。剧中的每个角色都隐喻着某种金属，接受着周围环境（高温）的考验。那些拥有超越死亡的道德的人物，例如约翰·普罗克托和瑞贝卡诺斯寓指拒绝融化的物质。同时“Crucible”还是一种文学技巧，指角色被安排在一个无法逃脱的情景中，被迫去面对矛盾。小说的中國版本译名则为《薩勒姆的女巫》，以方便读者理解。

## 电影
- 激情年代 (1957年電影)（英语：The Crucible (1957 film)）
- 激情年代 (1996年電影)